# Octopussy and The Living Daylights
Para la película del mismo nombre, véase Octopussy (película).
Octopussy and The Living Daylights es el decimocuarto y último libro de James Bond escrito por Ian Fleming en la serie Bond. El libro es una colección de cuentos publicado póstumamente en el Reino Unido por Glidrose Productions el 23 de junio de 1966.
El libro originalmente contenía solo dos historias, "Octopussy" y "Alta tensión", con ediciones subsecuentes también llevando en primer lugar "Propiedad de una dama" y "007 en Nueva York". Las historias fueron publicadas primero en diversas publicaciones, con "Octopussy" primeramente siendo serializado en el Daily Express en octubre de 1965. "The Living Daylights" había aparecido primero en The Sunday Times el 4 de febrero de 1962; "Propiedad de una dama" fue publicada en noviembre de 1963 en la publicación de un Sotheby's, The Ivory Hammer, mientras que "007 en Nueva York" apareció por primera vez en el New York Herald Tribune en octubre de 1963.
Las dos historias originales, "Octopussy" y "Alta Tensión" fueron ambas adaptadas para su publicación en formato de tira cómica en el Daily Express en 1966–1967. También se han utilizado elementos de las historias de las películas Bond de Eon Productions. La primera, Octopussy, protagonizada por Roger Moore como James Bond, fue lanzada en 1983 como la decimotercera película de la serie y provee la historia familiar del personaje del mismo nombre Octopussy, mientras que "Propiedad de una dama" fue más estrechamente adaptada para una secuencia de subasta en la película. The Living Daylights, lanzada en 1987, fue la decimoquinta película Bond producida por EON, con Timothy Dalton en su primera aparición como Bond. 007 en Nueva York fue también adaptada como secuencia con sus personajes dentro de la película Casino Royale, lanzada en 2006 siendo la vigésima primera película de Bond también producida por EON con Daniel Craig igualmente en su primera aparición como Bond.

## Argumento

### The Living Daylights/Alta Tensión
Bond tiene que matar a un francotirador soviético. Para esto, es enviado al lugar donde se cree que está, donde permanece varios días con otro espía. Durante esos días, al estar junto a un auditorio, ve pasar a un grupo de chicas de una orquesta, llamándole la atención una en especial. Después de varios días, el francotirador se presenta, resultando ser la mujer en la que se había fijado Bond. Al ver esto, sólo le dispara en el brazo, cuando tenía órdenes de matarla. Su compañero dice que está obligado a reportar esto a M. La historia fue usada en la escena inicial de la película The Living Daylights.

### Octopussy
Bond es enviado a arrestar al comandante Dexter Smythe, acusado de asesinato. Dexter Smythe se robó un tesoro, asesinando por la espalda al guía que secuestró para buscar el tesoro. Smythe llevaba una vida tranquila en el Caribe, analizando a un pulpo, al que llamó "Octopussy". Cuando Bond le notifica el arresto, le dice que pidió que lo enviaran a él porque el guía había sido como un padre para él en épocas difíciles. Para reflexionar, Smythe se dirige a la playa, siendo asesinado por el pulpo. En la película Octopussy, Smythe resulta ser el padre de la chica Bond de la película, Octopussy y Smythe se habría suicidado para evitar la vergüenza de ser procesado por un Consejo de guerra.

### Propiedad de una dama
Bond va a investigar a un agente soviético en una subasta por un huevo Fabergé. Logra localizar al agente, e inmediatamente enviará un informe para su deportación. Parte de esta trama es usada también para la película Octopussy.

### 007 en Nueva York
Una historia breve en la que Bond reflexiona acerca de New York y su receta favorita para los huevos revueltos, durante una misión rápida de la ciudad titular de advertir a un empleado del MI6 femenino que su nuevo novio es un agente de la KGB. Es notable para incluir una conclusión rara humorístico y por su mención de Solange, una joven de conocimiento íntimo de Bond que trabaja en una tienda, Abercrombie, "apropiadamente empleados en su Departamento de Juegos de interior". El personaje de Solange Dimitrios es usado para la película Casino Royale.
- Datos: Q1544697